# Prescriptivisme universel
Le prescriptivisme universel (souvent simplement appelé prescriptivisme) est la théorie méta-éthique qui soutient que, plutôt que d'exprimer des propositions, les phrases morales fonctionnent de façon similaire à des impératifs universalisables — quiconque émet un jugement moral est engagé par le même jugement dans toute situation où surviennent les mêmes faits pertinents.
Le prescriptivisme constitue en ce sens une version universaliste du non-cognitivisme en méta-éthique, et il s'oppose à d'autres formes de non-cognitivisme telles que l'émotivisme, le quasi-réalisme, ainsi qu'à d'autres formes de cognitivisme telles que le réalisme moral et le subjectivisme moral.
Depuis que le concept a été introduit par le philosophe R. M. Hare dans son livre The Language of Morals paru en 1952, il a été comparé à l'émotivisme et à l'impératif catégorique de Kant,.
Pour illustrer la position prescriptiviste, envisageons la phrase morale « Tuer est mal ». Selon le réalisme moral, une telle phrase affirme qu'il existe une certaine propriété objective de « fausseté » associée à l'acte de tuer. Selon l'émotivisme, une telle phrase exprime simplement une attitude du locuteur ; elle signifie simplement quelque chose comme « Non au meurtre !». Mais selon le prescriptivisme, l'affirmation « Tuer est mal » signifie quelque chose de plus que « Ne tue pas !» — ce qu'elle exprime n'est pas essentiellement une description ou une émotion, c'est un impératif. Un jugement de valeur peut certes avoir des significations descriptives (en) et émotives, mais ces significations ne constituent pas le sens premier d'un tel jugement.
Hare n'exclut pas que des considérations utilitaires puissent entrer dans ce genre de formulation, mais il exclut que les jugements moraux puissent être déterminés comme tels par un principe d'utilité. Hare pense que l'ensemble de nos propositions éthiques doivent se conformer à la logique.
Peter Singer a exprimé des sympathies envers la position de Hare même s'il a depuis approuvé le point de vue objectiviste de Derek Parfit.

## Critiques
Trois principes définissent le système de Hare : le prescriptivisme, l'« universalisabilité » et le « surpassement ». Bien que le principe d'universalisabilité doit permettre de déduire au moins l'un des deux autres (sinon les deux), Hare les sépare. C'est la force du prescriptivisme mais aussi sa faiblesse. Par exemple, si quelqu'un prescrit quelque chose mais ne considère pas que ce qu'il prescrit ait plus de valeur qu'une prescription contraire, on aurait bien du mal à parler d'éthique. Il semble donc que la logique interne de la prescription exige un certain niveau de surpassement.
Une critique moins ésotérique est la question de l'akrasia ou faiblesse de la volonté : savoir ce qui est juste ne semble pas motiver les gens à faire le bien. Quoique généralement acceptée comme une critique valable, elle peut être contournée en réduisant les critères du prescriptivisme. Une démarche similaire est engagée contre Singer et d'autres utilitaristes (ce que n'est pas Hare) quand « trop » est exigé. Les utilitaristes diront que l'éthique est tout simplement exigeante et qu'on ne devrait pas la rendre plus facile simplement parce que la plupart (sinon la totalité) des gens échouent à maximiser le bonheur. Hare n'avance pas un tel argument. Au lieu de cela, il divise le système éthique en composants, qui à leur tour en amènent d'autres pour attaquer le (sans doute principal) composant : le prescriptivisme.

## Source de la traduction
- (en) Cet article est partiellement ou en totalité issu de l’article de Wikipédia en anglais intitulé « Universal prescriptivism » (voir la liste des auteurs).